# Sika Koné
Pour les articles homonymes, voir Koné.
Sika Koné est une joueuse malienne de basket-ball née le 13 juillet 2002.

## Biographie
En 2018, lors de la Coupe du monde U17, elle est la meilleure marqueuse de cette compétition (16,9 points et 10,9 rebonds) où le Mali se classe dixième.
En 2019, l'équipe du Mali est la première équipe africaine à atteindre les quarts de finale à la Coupe du monde U19.
Au championnat d'Afrique U18 de 2020, ses statistiques sont de 14,9 points, 10,7 rebonds et 1,5 passe décisive, le Mali se classant second, battu en finale 68 à 63 par l'Égypte.
En 2021, lors de la Coupe du monde U19, le Mali atteint la quatrième place avec pour Koné des statistiques de 19,7 points, 14,8 rebonds et 1,5 passe décisive qui lui valent une place dans le meilleur cinq de la compétition,. C'est la première fois qu'une nation africaine accède à ce classement à la Coupe du monde U19.
Durant la saison 2021-2022, elle est en janvier 2022 une des meilleures joueuses du championnat espagnol avec 14,2 points et 12,2 rebonds avec Gran Canaria et se déclare candidate pour la draft WNBA 2022.
En février 2022, elle participe avec l'équipe senior aux rencontres qualificatives pour la Coupe du monde 2022, inscrivant notamment 26 points (à 10 sur 10 aux tirs) et 9 rebonds face à la France.
Elle fait partie de l'équipe du Mali terminant troisième du Championnat d'Afrique 2023.

## Palmarès

### En sélection nationale
- Médaille d'argent au championnat d'Afrique U18 2020
- Médaille de bronze au championnat d'Afrique 2023
- Médaille d'argent au championnat d'Afrique 2025

## Distinctions individuelles
- Meilleur cinq de la Coupe du monde U19 2021[4]
- Meilleur cinq du Championnat d'Afrique féminin de basket-ball 2023[8]